# Agón
Agón è un comune spagnolo di 186 abitanti situato nella comunità autonoma dell'Aragona.